# IRA (アメリカ)
IRA（あいら、Individual Retirement Account、個人退職口座）は、アメリカの個人年金制度の一つで、税制上の特典がある。

## 概要
IRAは、1974年の雇用者退職所得保障法（Employee Retirement Income Security Act, ERISA）として誕生した。2013年現在、通常IRA（Traditional IRA）とRoth IRAの二種類が代表的であり、その他に、
- SEP IRA
- SIMPLE IRA (Savings Incentive Match Plan for Emplyees IRA)
- Self-Directed IRA

と呼ばれる制度がある。いずれも拠出金と運用益が非課税或いは課税繰延べの税制上の特典がある代わり、課税優遇部分を59歳半以前に引き出すと10%の罰金を課せられる（2015年現在、ただし本人死亡や全身障碍などの場合を除く）。
拠出の原資は給与、賃金、報酬、自営業収益などの広い意味での労働の対価とストライキ期間の組合からの補償金、最低退職年齢以前の長期障碍保障などの「earned income」に限られ、社会保障や年金、保険金、課税繰延プラン（IRAや401(k)や403(b)）からの引出し、利子、配当、贈与、遺産、籤や博打などの賞金や株式や不動産の売買益（キャピタルゲイン、ただしトレーダーなどそれを生業としている場合を除く）などからは拠出できない。
2014年現在の年間拠出限度額は、それぞれのタイプのIRAにつき5,500ドル。年度中に50歳の誕生日を迎えるか、それ以上の年齢の人はさらに1,000ドル追加（合計6,500ドル）できる。ただし、すべてのIRAの拠出額の合計は上記金額（5,500ドル・6,500ドル）に制限される。すべての拠出は現金もしくは現金等価なもの（国債、上場株式・債券、CPなど）でなければならない（非上場株・社債や不動産は不可）。
破産の際、IRA内の資産は居住する州により全額或いは裁判所が状況に応じて認める部分的に債権者から保護される（401(k)などの雇用者の提供する退職資金口座内の資産は全額保護）。IRAの資産を借金や投資の担保にすることはできない（従ってFXのようなレバレッジを使った投資運用は不可）。また、IRA所有者の子弟が奨学金を申請する時は、IRAの資産は親の資産として勘定されない（奨学金の取得に有利）。
この他に「教育IRA（Education IRA）」と呼ばれる、運用益が子弟の教育資金に使われる限り非課税となる教育資金貯蓄の優遇税制（従って退職資金とは直接は無関係）があったが、こちらはその設立に尽力したジョージア州の上院議員Paul Coverdellの名をとって「カバーデル教育貯蓄口座（Coverdell Education Savings Account、ESA）」と改名されている。
ここでは主に通常IRAとRoth IRAについて解説する。

## 通常IRA
- 拠出は課税前所得から（拠出金は所得税から控除できる）。ただし所得制限があり、高額所得者は拠出の一部若しくは全額が税控除できないが、拠出そのものは所得額に無関係に拠出限度内（2015年現在5,500ドル・6,500ドル）で可能
- 本人または配偶者が勤務先の401(k)や403(b)のような課税繰延プランに加入している場合は、所得金額により拠出の一部若しくは全額が税控除できない
- 本人の所得以上の金額を拠出することはできないが、「配偶者拠出」として一方の配偶者が他方の配偶者の拠出を肩代わりすることができる
- 運用益は運用中は課税繰延
- 課税前拠出元金及び運用益は引出し時に通常の所得として課税
- 59歳半になる前に引き出すと、課税前拠出元金と課税繰延運用益の引出し額が通常の所得として課税されることに加えて10%の罰金（税金）が科される
- 70歳半になる年度以降は拠出できない
- 最低要求引出し額（Minimum Required Distribution、MRD、またはRMD）があり、72歳(2019年以前は70歳半）になる年度以降は、その年の平均余命推計に基づいてIRSが定める一定割合以上を残高から引き出さなければならず、これを怠るとMRDと実際の引出し額の差額の半額を罰金として納税しなければならない

## Roth IRA
1997年にデラウェア州の上院議員William Rothの主導により実現したためその名を讃えた制度。通常IRAとの大きな違いは以下のとおり。
- 拠出は課税後所得から（拠出金は常に所得税から控除できない）
- 高額所得者は課税所得（Adjusted Gross Income, AGI、総所得から基礎控除、扶養控除、401(k)などの課税繰延分、健康保険料、州税や資産税、投資損失などを控除した残り）が一定額（独身者は112,000ドル、夫婦合算は178,000ドル）を超えると拠出限度額が漸次減少し、さらに一定額（独身者は127,000ドル、夫婦合算は188,000ドル、いずれも2014年現在）を超えるとまったく拠出できない。
- 拠出元金は年齢に関わらずいつでも非課税で引き出し可能（課税後所得からの拠出であるから当然）。ただし通常IRAからの転換（下記）した資金は転換後5年の待機期間を置かなければならない
- 配偶者拠出あり
- 運用益は運用中は常に非課税
- 運用益はそれを産んだ資金が拠出後5年間の待機期間を満たしていて59歳半を超えていれば非課税で引き出し可。更に居住用住居の購入のためなら年齢に関わらず生涯で1万ドルまで運用益を非課税で引き出し可（ただしその前の24ヶ月間に住居を所有していないこと）
- 401(k)や403(b)のような課税繰延プランに加入していても拠出と課税に変化はない
- 拠出の年齢制限がない（限度内所得がある限り生涯拠出可能）
- MRDがない

夫婦の一方が死亡したときは、残った配偶者が死亡した配偶者のIRAを引き継ぐことができ、所得税非課税の特典は継続する。配偶者から相続したIRAは相続税の対象とならず新たな拠出もできるが、配偶者でない相続人にはこの特典はない。いずれの場合も、MRDがなく、待機期間経過後は引出しに関わる所得税は完全に非課税なので、本人死亡後の相続で有利とされる。

## ロールオーバーIRA
401(k)などの雇用主が提供する退職資金プラン加入者は、雇用元を退職後にその退職金プラン口座から資金を引き出して雇用主のプランとは無関係の「ロールオーバーIRA」口座に資金をロールオーバー（移転、roll over）することができる。ロールオーバーによる資金移動が運営会社間で直接行われれば課税上の問題はなく全額が移転されるが、一旦現金や小切手などの形で本人の手に渡る場合はロールオーバーを偽った引出し防止のために繰延所得税（20%）と59歳半前引出しの10%の罰金が源泉徴収される（後日ロールオーバーが適切に実施されれば確定申告で還付）。
ロール―オーバーすると以下のようなメリットがある。
- 雇用主が提供する退職資金プランが解散などで消滅した場合の受け皿（退職資金プラン自身は雇用主と独立しているので、たとえ雇用主が倒産してもそのプラン内の資金は保全され、多くの場合、運営会社が従業員個人のロールオーバーIRA口座を開設して資金を移転する）
- 雇用主が提供する退職資金プランは一般的に20～30程度の投資先しか提供しないが、ロールオーバーIRAでは証券会社の提供する数百の投資先から選べる
- 複数の過去の雇用主提供退職資金プラン資金を一つのロールオーバーIRAにまとめられるので管理が楽になる（例えば、401(k)のMRDは毎年それぞれの401(k)口座の残高に見合った金額をそれぞれの口座から引き出さねばならないが、ロールオーバーIRAなら他の通常IRAと合算した残高に見合う金額をどの口座からでも引き出せばよい）

ただし
- 雇用主提供退職資金プラン口座内の資金は常に破産から保護されるが、州によってはロールオーバーIRAを含む雇用主提供退職資金プランでないIRAはそうでないことがある

というデメリットも存在する。
雇用主提供退職資金プランでないIRAの資金をロールオーバーすることもでき、証券会社にとっては他社にある退職資金口座内の資金を自社に取り込む絶好の機会なので宣伝などで積極的にロールオーバーを促している。
ロールオーバー元の資金には、通常401(k)・IRAとRoth 401(k)・IRAは元利課税繰延と運用益非課税の違いがあり、また通常IRAでも課税前拠出（元利課税繰延）と課税後拠出（運用益のみ課税繰延）の違いがあるので、ロールオーバー元の課税扱いに応じたタイプのロールオーバー先の口座（課税前拠出の通常IRA、課税後拠出の通常IRA、Roth IRA）に分離しなければならない。一旦ロールオーバーすると原資が雇用主提供退職資金プランから来たことは忘れられ、単に当該タイプのIRAとして扱われる。

## IRAの転換
通常IRAを持っている人は、その残高の全部或いは一部を、課税繰延分（課税前拠出の場合は元利合計、課税後拠出の場合は運用益）に関わる所得税を払うことでRoth IRAに転換（convert）することができる。その逆の転換は原則不可だが、例外としてある年度にRoth IRAに拠出した人のその年度の所得が結果的に上記の制限を超えてしまった場合は、その年度の確定申告締切り（翌年の4月15日）までに限度超過分を通常IRAに「付替え（re-characterize）」することは可能で、通常IRAの所得制限も既に超えているので拠出分の税控除はできず運用益も将来の引出し時に課税対象になるが、運用中は課税繰延されるので通常IRAに拠出（付替え）するメリットがある。
IRAの種類にかかわらず、その年度の法定拠出限度額を超えて拠出された分は、その年度の確定申告締切りまでに付替えや修正引出し（罰金なし）をしないと、超過分が口座に残っている限り毎年6%の罰金が課税される。複数の証券会社に401(k)、通常IRA、Roth IRAなど異なる種類の優遇税制退職資金を持つ場合、証券会社間で総拠出額を監視する仕組みはなく、また証券会社は個人の所得・納税状況を把握できないので、本人が注意を払う必要がある。

### 裏口Roth IRA転換
Roth IRAの資金は、通常IRAからの転換分に5年間の待機期間があることを除き、運用益は将来に渡り非課税でMRDの心配もないので、引出し時に運用益（と課税前拠出なら元金）に課税される通常IRAより一般的に有利であり、通常IRAからRoth IRAへの転換が金額、年齢、時期などに関係なく実施できることから、401(k)に拠出しているなどの理由でRoth IRAに課税前拠出できない高額所得者が課税後所得から一旦通常IRAに拠出後すぐにRoth IRAに転換する「裏口（back-door）Roth IRA転換」と言う合法的節税手法が存在する。例えば、2015年度の年収が25万ドルの50歳のA氏はRoth IRAの所得制限を超えており拠出できないが、一旦通常IRAに課税後拠出をしてすぐに転換すれば実質的にRoth IRAに拠出できる。もちろん転換時に通常IRAに資金があった間の当該転換額に運用益があれば転換時にそれに対する所得税を払わねばならないが、拠出から転換までが短期間なら少額或いは無税（運用益がゼロまたは損失の場合）で済み、「引出し」ではなく転換なので59歳半前の引出しに関わる罰金（10%の追加税）は科されず、IRAの運営会社（証券会社など）の費用もかからないのが普通である。

### Pro Rata規則
Roth IRA拠出の所得制限が骨抜きにされる裏口Roth IRA転換の抜け道に対処して、「Pro Rata（按分）規則」がある。Pro Rata規則では、当人の通常IRAと401(k)からの課税繰延ロールオーバーIRAなどすべてのIRAの資産を合算し、そのうちの課税後拠出分の割合に実際に転換される課税後拠出分を乗じた分だけが課税後拠出の転換の際に非課税となる（課税前拠出はもともと課税繰延なので転換時には全額課税対象）。例えば上記A氏が以前の勤務先の401(k)をロールオーバーしたIRAに48万4,500ドル（課税前拠出）あり、課税前拠出とその運用益合計１万ドルの残高を持つ通常IRAに課税後所得から5,500ドル拠出直後にこの課税後拠出5,500ドル全額をRoth IRAに転換すると、転換される5,500ドルの1.1%（5,500ドル÷(48万4,500ドル＋1万ドル＋5,500ドル)）の60.50ドルだけが非課税で、残りの5,439.50ドルは所得税の対象となる。
ただし上記の合算には既に存在するRoth IRAと雇用者の提供する退職資金口座（401(k)など）は含まれないことを利用して、もしA氏が現在の勤務先に401(k)プランがありそのプランが外部ロールオーバーIRAからの資金の移転（ロールイン、再ロールオーバー）を受け入れるなら、A氏はロールオーバーIRAの資金を事前に全額401(k)に再ロールオーバーすることにより転換に関わる所得税対象を5,500ドルの約64.5%（100%－5,500ドル÷(1万ドル＋5,500ドル)）の3,548.39ドルに減少できる。しかし一般的にロールオーバーIRAの投資先が数百～数千の投資信託、ETF、ETPのような様々なファンドや個別株式・債券から幅広く選択できるのに対して、401(k)プランでは10～20の投資信託（と一部の上場会社では自社株式ファンド）に限定され、その会社を辞職するまでその401(k)プランから外部に（再々）ロールオーバーできないなどの制約があり、特に課税繰延ロールオーバーIRA内の資金が転換額に比べて多額の場合は、裏口Roth IRA転換で実現できる節税の利益は再ロールオーバーで生じる不利益に見合わないかもしれない。
裏口Roth IRA転換が効果的な場合もある。夫婦であってもPro Rata規則はそれぞれの配偶者のIRAに摘要される（所得税課税および所得制限の算定は夫婦合算が可能）ので、例えばA氏の妻が課税後拠出だけの通常IRAを持ち、課税前拠出の通常IRAやロールオーバーIRAなどを一切持っていなければ、彼女は課税後拠出を全額非課税でRoth IRAに転換できる（通常IRAに資金があった間の運用益は課税対象）。

## 運用と運営
証券会社や投資銀行が開設・運用するIRA口座で運用する。投資先は、投資信託や個別株式などで、通常の証券運用口座と基本的には変わりないが、外部口座との資金のやり取り（出し入れ）が上記の年齢や冷却期間などで制限されている違いがある。
IRA口座は長期に渡って継続的な資金の拠出が見込まれるので、例えば通常の証券口座なら最低2,000ドルの初期投資資金を要求するところを250ドルから始められるなど、運営会社は優遇措置で勧誘を図っている。

## 課税前か課税後か
通常IRAは課税前所得から拠出してその拠出額と運用益は実際の引き出しまで課税が繰り延べられるのに対して、Roth IRAは課税後所得から拠出してその運用益は非課税である。どちらの方法が最終的に得か損かは、以下のような様々な要素があり単純には決定できない。
- 拠出時および引出し時の税率とその累進構造
- 運用益
- 運用益以外の課税収入
- 退職後の引出し額パターン
- 物価上昇

今ここで年収5万ドルの人がその10％をIRAに拠出し続けた場合の20年後を考える。単純化のために以下の条件とする。
- 物価変動・所得変動・税率変動なし
- 一律20％の税率（累進なし）、IRA以外の控除なし

20年後に運用の結果、拠出元金と運用益合計が拠出金額の2倍になったとすると
- 通常IRA
  - 所得税の課税対象は5万ドルから10%の拠出を引いた残りの4万5,000ドル
  - 消費に回せる毎年の純手取り額は4万5,00ドルから20%の税控除後の3万6,000ドル
  - 運用後IRA残高は年間拠出額5,000ドル（税控除前の10%）×20年×2倍＝20万ドル
  - IRAからの引出し手取り額は20％の所得税を控除して16万ドル
- Roth IRA
  - 所得税の課税対象は5万ドル全額
  - 消費に回せる純手取り額は5万ドルから20%の税控除後の4万ドルから10%の拠出を差し引いた3万6,000ドル
  - 運用後IRA残高は年間拠出額4,000ドル（20%税控除後の10%）×20年×2倍＝16万ドル
  - IRAからの引出し手取り額は非課税なので16万ドル全額

となり、結果的にどちらの方法でも納税が早いか遅いかの違いだけで、消費にまわせる金額と引出し手取り金額は同一になる。もちろん、前述のように物価、所得、税率など予測不可能な時間的に変動する要素や累進課税があるので、実際には20年後に結果を比べるまで分からないが、一般に下記のように言われている。
- 退職資金引き出し時の実効税率が現在の税率より高いと予想（例: 現在は就職したばかりの低所得の若年）なら課税後拠出が有利
- 退職資金引き出し時の実効税率が現在の税率より低いと予想（例: 現在は比較的高所得の壮年で退職後は子の教育資金や住宅ローンが不要なので必要生活資金額が現役時代に比べて減る）なら課税前拠出が有利

ただし、アメリカ合衆国連邦所得税率の歴史的推移を見ると、累進税率の最高税率%/最低税率%は、88/19(1943年)、91/20(1963年)、50/0(1983年)、35/10(2003年)、40/10(2013年)と、時の経済状勢と政権の政策により大幅に変動しており、退職まで10年単位の時間のある現在の勤労者が将来の所得税率を正確に予測することは事実上不可能である。
また、貯めた退職資金を自分のために使わず、死後に相続人に渡すことを優先するなら、引出しに課税されない課税後拠出（Roth IRA）が有利である。

## myRA
2014年1月28日に、アメリカ合衆国大統領バラック・オバマは年頭の一般教書演説で、従来の退職資金制度を利用しにくい低所得層が退職資金を貯めやすくするための「myRA（my Retirement Account）」制度を創設すると発表した。詳細および実現の可能性は不明だが、暫定的な概要は以下のとおりで、総体的にRoth IRAに酷似している。
- 雇用者が401(k)プランを提供していない事業所で働く勤労者でも利用できる（ただしmyRAへの拠出は給与から天引き）
- 今までに退職資金のための貯蓄・投資をしたことのないような「貯蓄初心者」の貯蓄開始のきっかけを念頭
- 初期拠出は25ドルから、その後の毎回の拠出額は5ドルからと低額で始められる（年間拠出限度額は5,500ドル＋50歳以上の人は1,000ドル追加）
- 拠出は課税後所得から
- 所得制限あり（単身者はAGIが129,000ドル以下、夫婦は191,000ドル以下、毎年物価上昇に合わせて更新）
- 投資益と元金の引き出しは非課税（ただし投資益の引き出し非課税のためには口座開設後5年以上、59歳半以上の条件あり）
- 投資先は国債のみ（したがってあまり高リターンを見込めないが元本を下回ることはない）
- 残高が15,000ドルに達するかまたは口座開設後30年経つとRoth IRAに転換
- MRD（Mininum Required Distribution、最低要求引出し額）なし